# Первое правительство Гылыба Донева
Первое правительство Гылыба Донева было сотым правительством Болгарии (восьмым официальным). Он работало со 2 августа 2022 года на основании Указа Президента Болгарии Румена Радева № 215 до 3 февраля 2023 года, когда оно было распущено Указом Президента № 27 .

## Кабинет
В его состав входили следующие министры:
| министерство                                              | имя | имя                        | партия              |
| --------------------------------------------------------- | --- | -------------------------- | ------------------- |
| премьер-министр                                           |     | Гылыб Донев                | беспартийный        |
| заместитель премьер-министра1, труд и социальная политика |     | Лазар Лазаров              | беспартийный        |
| заместитель премьер-министра2, МВД                        |     | Иван Демерджиев            | беспартийный        |
| заместитель премьер-министра3, транспорт и связь          |     | Христо Алексиев            | беспартийный        |
| заместитель премьер-министра4                             |     | Атанас Пеканов             | беспартийный        |
| финансы                                                   |     | Росица Велкова-Желева      | беспартийный        |
| оборона                                                   |     | Димитыр Стоянов            | беспартийный        |
| здравоохранение                                           |     | Асен Меджидиев             | беспартийный        |
| региональное развитие и благоустройство                   |     | Иван Шишков                | беспартийный        |
| образование и наука                                       |     | Сашо Пенов                 | беспартийный        |
| МИД                                                       |     | Николай Милков             | беспартийный        |
| юстиции                                                   |     | Крум Зарков                | беспартийный        |
| культуры                                                  |     | Велислав Минеков           | беспартийный        |
| окружающая среды и воды                                   |     | Росица Карамфилова-Благова | беспартийный        |
| сельского хозяйства                                       |     | Явор Гечев                 | беспартийный        |
| экономики и индустрии                                     |     | Никола Стоянов             | беспартийный        |
| энергетики                                                |     | Росен Христов              | беспартийный        |
| иновации и роста                                          |     | Александр Пулев            | беспартийный        |
| туризма                                                   |     | Илин Димитров              | Продолжаем перемены |
| молодёжи и спорта                                         |     | Весела Лечева              | беспартийный        |
| электронного управления                                   |     | Георги Тодоров             | беспартийный        |

- 1 : — отвечал за социальную политику.
- 2 : — отвечал за общественный порядок и безопасность.
- 3 : — отвечал за экономическую политику.
- 4 : — отвечал за управление европейскими фондами.

## Политика
После ухода в отставку Правительства Кирила Петкова 2 августа 2022 президент Болагрии Румен Радев назначил Гылыба Донева премьер-министром. Правительство Донева сразу заявило о возобновлении переговоров с «Газпромом» и о прекращении поставок оружия на Украину. В своём первом официальном интервью исполняющий обязанности премьер-министра сделал различие между интересами Болгарии и интересами HATO и ЕС. Правительство Донева начало попытки сорвать завершение газового соединения с Грецией, направленное на поставку азербайджанского газа, и перекрыть поставки американского сжиженного природного газа..За этим последовали назначения пророссийских чиновников на важные посты в энергетике и в правительстве в целом..Это привело к началу протестов перед зданием президента, организаторы которых объявили, что они будут продолжаться до тех пор, пока не будет избрано постоянное правительство. Тем не менее, в течение нескольких недель новое правительство прекратило поставки СПГ из США и объявило о начале переговоров с «Газпромом», при этом некоторые министры открыто выступили в защиту российского монополиста. Таким образом, кабинет министров, непосредственно подчинённый президенту, начинает действовать на грани своих конституционных полномочий. Он проводил систематические чистки в администрации и вёл себя как активный участник избирательной кампании, пытаясь вместо подготовки парламентских выборов и успокоения политической ситуации предопределить долгосрочную политику Болгарии. По словам бывшего начальника штаба Румена Радева, политолога Калояна Методиева, в стране начался ползучий переворот. В этой ситуации 28 августа 2022 лидер движения «Есть такой народ» Слави Трифонов инициировал проведение референдума о президентской республике.
На этом фоне, несмотря на призывы к объявлению посла России в Болгарии Митрофановой персоной нон грата, а также её призывы к Москве разорвать дипломатические отношения между двумя странами, посол появилась на официальном торжестве по случаю Объединения Болгарии за спиной президента Болгарии. Через два дня директор нефтяной компании «Лукойл» прибыл в Болгарию на встречу с президентом Болгарии. Повод — предстоявшее вступление в силу нефтяного эмбарго, которое ЕС ввёл в отношении России, и которое Болгарии удавалось отсрочить некоторое время. Не было никаких признаков того, что Болгария стремилась диверсифицировать свою зависимость от поставок российской нефти. За день до официальной встречи Митрофанова посетила головной офис «Лукойла» в Софии для получения инструкций. Есть комментарии о том, что стране ЕС недопустимо обсуждать с российской компанией, находящейся под санкциями ЕС, будущее их бизнеса. В то же время Радев подверг резкой критике ЕС за энергетические меры, направленные на введение эмбарго на импорт российского ископаемого топлива и на экономию энергопотребления, отказываясь их соблюдать. Перед выборами велась пропагандистская кампания о том, что Болгария не может обойтись без российского топлива, и утверждалось, что без него люди погибнут . В результате пророссийской и антизападной политики временного правительства усиливался раскол в болгарском обществе по линии евроатлантизма и евразийства. В то же время «Газпром» продолжал постепенно сворачивать поставки газа в Европу и не был намерен серьёзно вести переговоры с Болгарией. В то же время Россия в очередной раз угрожала НАТО, членом которого является Болгария, ядерным ударом. Однако 20 октября временное правительство отменило решение предыдущего Совета Министров о диверсификации поставок ядерного топлива для Козлодуйской АЭС, продолжив политику удержания энергетического сектора страны в зависимости от российских ископаемых видов топлива.
После досрочного роспуска парламента в феврале 2023 года президент назначил новые выборы и повторно назначил временное правительство Гылыба Донева.